# Acacia purpurea
Acacia purpurea é uma espécie de leguminosa do gênero Acacia, pertencente à família Fabaceae.